# Barichneumon hozanensis
Barichneumon hozanensis là một loài tò vò trong họ Ichneumonidae.